# Забостув-Дужи
Забостув-Дужи (пол. Zabostów Duży) — село в Польщі, у гміні Лович Ловицького повіту Лодзинського воєводства.
Населення — 318 осіб (2011).
У 1975-1998 роках село належало до Скерневицького воєводства.

## Демографія
Демографічна структура станом на 31 березня 2011 року:
|          | Загалом | Допрацездатний вік | Працездатний вік | Постпрацездатний вік |
| -------- | ------- | ------------------ | ---------------- | -------------------- |
| Чоловіки | 166     | 29                 | 116              | 21                   |
| Жінки    | 152     | 28                 | 81               | 43                   |
| Разом    | 318     | 57                 | 197              | 64                   |